# 남명로
남명로(Nammyeong-ro)는 경상남도 산청군 시천면 원리교차로 에서 시천면 사리교차로 을 잇는 경상남도의 도로이다.

## 주요 경유지
경상남도
- 산청군 시천면

## 노선 경로
| 이름        | 접속 노선                  | 경유지 | 경유지 | 비고 |
| ----------- | -------------------------- | ------ | ------ | ---- |
| 원리 교차로 | 국도 제20호선 (지리산대로) | 산청군 | 시천면 |      |
| 원리삼거리  | 친환경로                   | 산청군 | 시천면 |      |
| 원리교      |                            | 산청군 | 시천면 |      |
| 덕신교      |                            | 산청군 | 시천면 |      |
| 사리 교차로 | 국도 제20호선 (지리산대로) | 산청군 | 시천면 |      |

## 주요건물및 시설
- 농협 산청군농협 덕산지점 (남명로 185/사리 922-1)
- GS25 산청덕산점 (남명로 203/사리 923-7)
- 산청시천우체국 (남명로 207/사리 930-15)
- 알뜰 덕산주유소 (남명로 214/사리 929-13)
- 네네치킨 (남명로 232/사리 730-2)
- 덕산버스정류장 (남명로 233/사리 726-29)
- 지리산국립공원 경남사무소 (남명로 376/사리 313)